# Benaixeve
Benaixeve (oficialment i en castellà Benagéber) és un municipi del País Valencià que es troba a la comarca dels Serrans.

## Geografia
Situat en la conca mitjana del riu Túria, el terme és summament abrupte i muntanyós. Les principals altures són: Valdesierra (977 m), la Muela (869 m), el Cerrillar (921 m), la Delantera (948 m) i Franco (867 m). El Túria travessa el terme de nord a sud-est completament encaixat, cosa que va permetre construir-hi el Pantà de Benaixeve. Al riu, hi afluïxen el rierol del Regajo i els barrancs de Peñafiel i Maliaño.
El clima és continental. Els vents dominants són del nord-oest i de llevant; estos últims provoquen pluges, generalment a l'octubre i abril. Hi ha nevades al gener i al febrer.
El poble està situat en l'esquerra del riu, en l'antic lloc de Nieva, on va ser traslladat en quedar cobert el nucli antic per les aigües del pantà.

### Límits
El terme municipal de Benaixeve limita amb Xelva i Toixa, a la mateixa comarca, i amb Sinarques i Utiel, a la comarca de la Plana d'Utiel.

### Accés
S'hi accedix per l'autovia A-3 (València-Madrid) desviant-se a Utiel en direcció Benaixeve-Toixa i després de recórrer uns 30 quilòmetres. També s'hi pot anar des de València per la CV-35 (València-Ademús) desviant-se cap a Benaixeve a l'altura de Toixa per a prendre la CV-390.

## Història

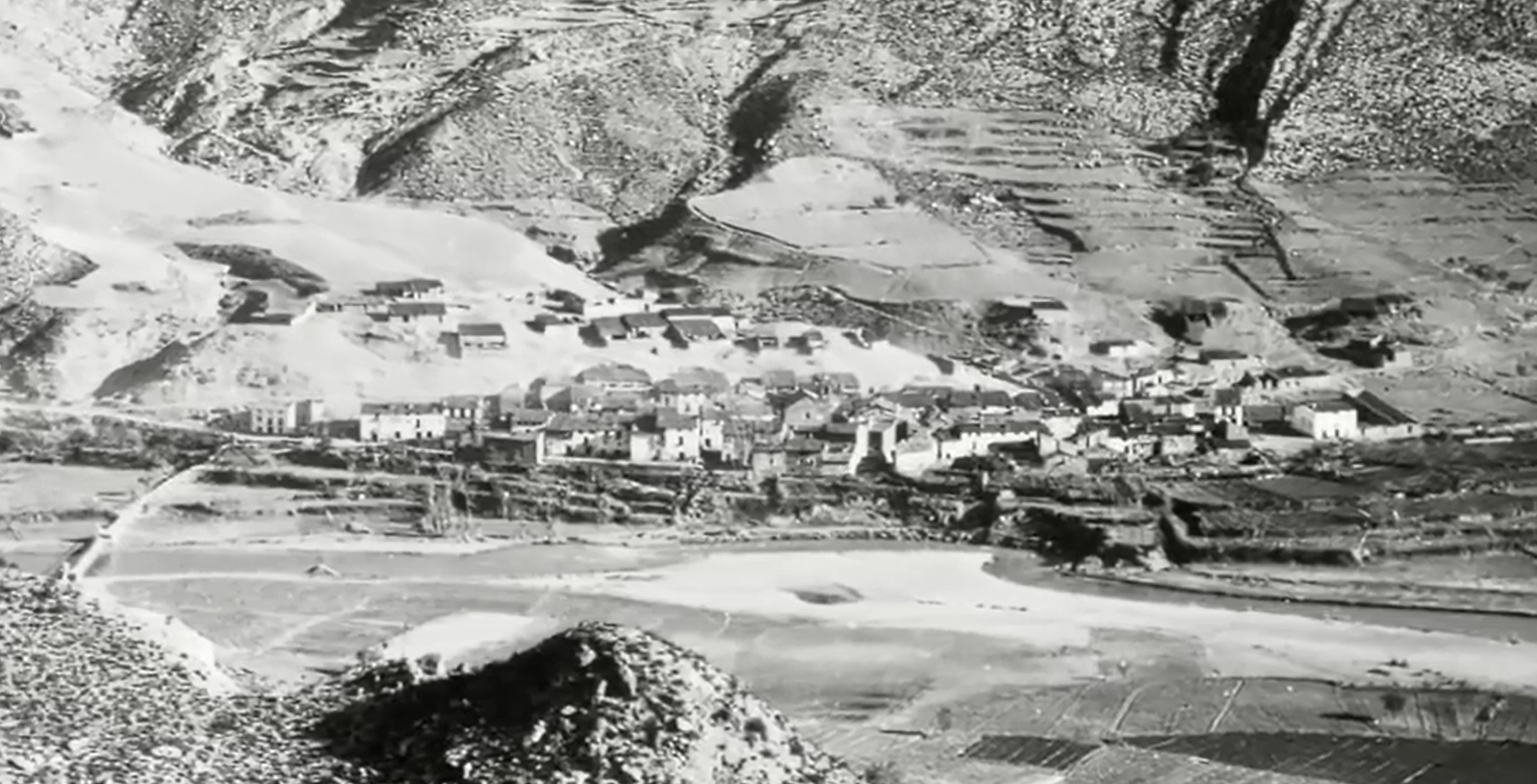
Vista de l'antic nucli de Benaixeve l'any 1935, abans de la construcció de l'embassament

A partir de la divisió provincial realitzada per Javier de Burgos en 1833, es va dur a terme també la creació dels partits judicials. Segons el Decret Reial del 21 d'abril 1834, Benagever (segons consta en el document original) passa a formar part del Partit Judicial d'Alpont, amb la capital a Xelva.
La història del poble va lligada a la construcció del pantà, ja que el dia 6 d'abril de 1932 es va firmar l'acta d'inici de les obres i amb això la sentència de mort de Benaixeve, tot i que encara tardaria uns anys a desaparéixer davall de les aigües de l'embassament que hui du el seu nom, ja que la Guerra Civil espanyola en va retardar les obres.
La creació del pantà havia de tindre uns efectes molt beneficiosos per a l'agricultura, però va ser un colp dur per als habitants de Benaixeve, que, després del patiment que els havia causat la guerra, es veren obligats a abandonar sa casa i el seu poble, sense saber on havien d'anar.
Una part dels pobladors van ser traslladats a dos nous nuclis creats per a ells, a Montcada (Sant Isidre de Benaixeve) i a Paterna, d'on va sorgir el nou poble de Sant Antoni de Benaixeve.

## Demografia
Benaixeve compta amb una població de 192 habitants (INE 2019).
| 1990 | 1992 | 1994 | 1996 | 1998 | 2000 | 2002 | 2004 | 2006 | 2008 | 2010 | 2016 | 2019 |
| ---- | ---- | ---- | ---- | ---- | ---- | ---- | ---- | ---- | ---- | ---- | ---- | ---- |
| 154  | 124  | 147  | 156  | 157  | 189  | 204  | 177  | 161  | 156  | 152  | 207  | 192  |

## Economia
Hi ha pinedes, explotades, majoritàriament, de manera comunitària. En el secà, s'hi conrea blat, ordi, vinya i sègol. Es cria bestiar de llana. Hi ha caça (conills, perdius i senglars) i, a l'embassament, hi ha pesca.

## Política i govern

### Composició de la Corporació Municipal
El Ple de l'Ajuntament està format per 5 regidors. En les eleccions municipals de 26 de maig de 2019 foren elegits 4 regidors del Partit Socialista del País Valencià (PSPV-PSOE) i 1 del Partit Popular (PP).
| Eleccions municipals de 26 de maig de 2019 - Benaixeve                                                                                    |                                     |                                     | |                                           |          |          |
| Candidatura | Candidatura                         | Candidatura                         | Candidats                                                                                                   | Vots                                      | Vots     | Regidors |
| | Partit Socialista del País Valencià |                                     | Rafael Darijo Escamilla Susana Maria Llovera Gil Jesús Vicente Montesinos Montesinos Miguel Llovera Tarazón | 89 ( Sí) · 88 ( Sí) · 84 ( Sí) · 78 ( Sí) | 60,84%   | 4 ()     |
| | Partit Popular                      |                                     | Vicente Íñiguez Cuevas José Luis Salón Martínez Juan Miguel Salón Martínez                                  | 48 ( Sí) · 37 ( No) · 30 ( No)            | 26,57%   | 1 ()     |
| | Vots en blanc                       |                                     | | 5                                         | 3,50%    |          |
| Total vots vàlids i regidors | Total vots vàlids i regidors        | Total vots vàlids i regidors        | Total vots vàlids i regidors                                                                                | 143                                       | 100 %    | 5        |
| | Vots nuls                           | Vots nuls                           | Vots nuls                                                                                                   | 5                                         | 3,38%    |          |
| Participació (vots vàlids més nuls) | Participació (vots vàlids més nuls) | Participació (vots vàlids més nuls) | Participació (vots vàlids més nuls)                                                                         | 148                                       | 79,14%** |          |
| Abstenció | Abstenció                           | Abstenció                           | Abstenció                                                                                                   | 39*                                       | 20,86%** |          |
| Total cens electoral | Total cens electoral                | Total cens electoral                | Total cens electoral                                                                                        | 187*                                      | 100 %**  |          |
| Alcalde: Rafael Darijo Escamilla (PSPV) (15/06/2019) Per majoria absoluta dels vots dels regidors (4 vots de PSPV)                        |                                     |                                     | |                                           |          |          |
| Fonts: JEC, JEZ Llíria, Ministeri de l'Interior, Periòdic Ara. (* No són vots sinó electors. ** Percentatge respecte del cens electoral.) |                                     |                                     | |                                           |          |          |

### Alcaldes

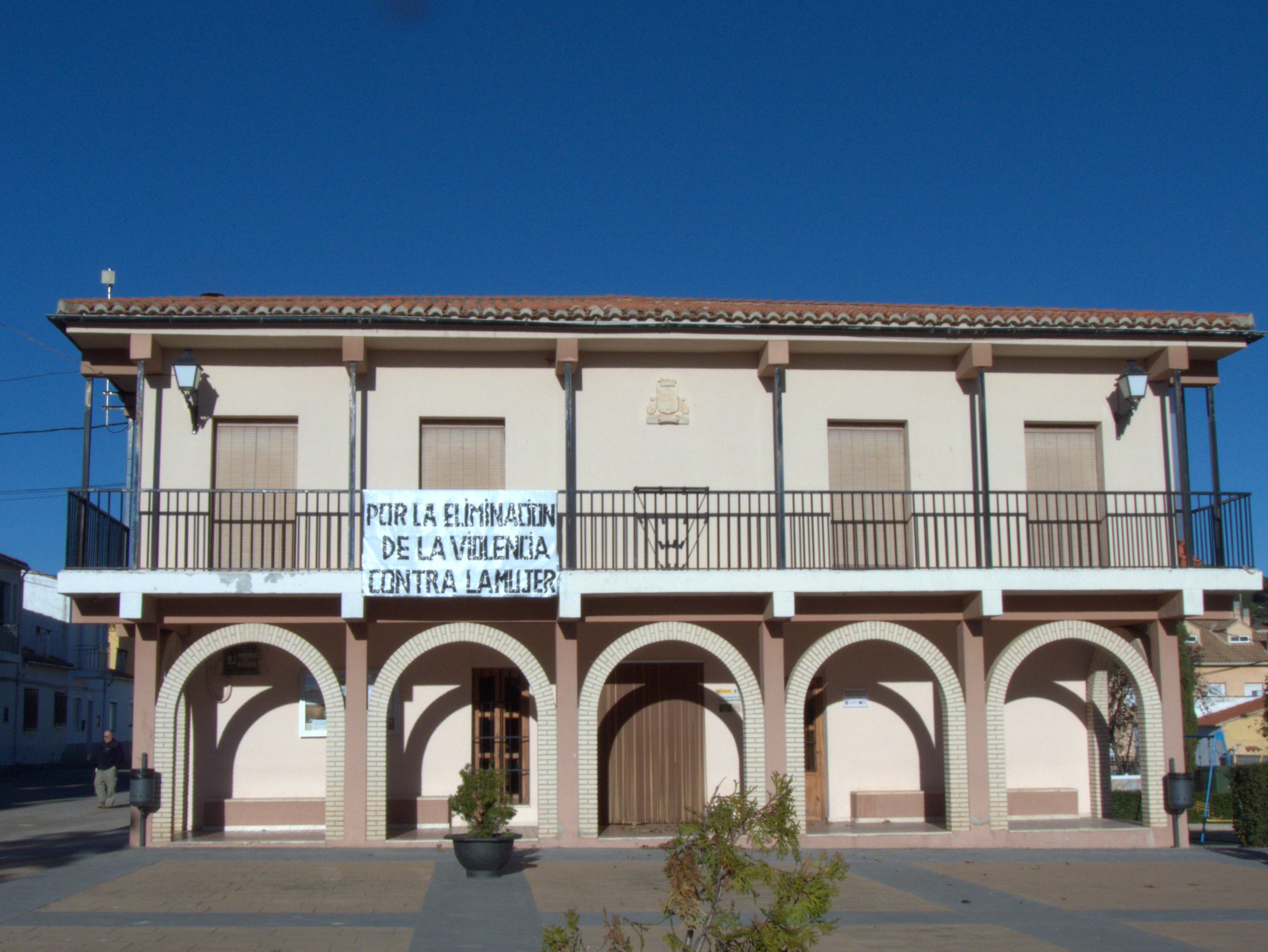
Vista de l'edifici de l'Ajuntament de Benaixeve

Des de 2007 l'alcalde de Benaixeve és Rafel Darijo Escamilla del Partit Socialista del País Valencià (PSPV-PSOE).
| Període                       | Alcalde o alcaldessa       | Partit polític | Data de possessió | Observacions |
| ----------------------------- | -------------------------- | -------------- | ----------------- | ------------ |
| 1979–1983                     | José Iñiguez Cremades      | UCD            | 19/04/1979        | --           |
| 1983–1987                     | Miguel Llovera Hernández   | PSPV-PSOE      | 28/05/1983        | --           |
| 1987–1991                     | Manuel Illueca Pérez       | AP             | 30/06/1987        | --           |
| 1991–1995                     | Manuel Illueca Pérez       | PP             | 15/06/1991        | --           |
| 1995–1999                     | Eusebio Caballero Portillo | PP             | 17/06/1995        | --           |
| 1999–2003                     | Eusebio Caballero Portillo | PP             | 03/07/1999        | --           |
| 2003–2007                     | Félix Íñiguez Cuevas       | PP             | 14/06/2003        | --           |
| 2007–2011                     | Rafel Darijo Escamilla     | PSPV-PSOE      | 16/06/2007        | --           |
| 2011–2015                     | Rafel Darijo Escamilla     | PSPV-PSOE      | 11/06/2011        | --           |
| 2015–2019                     | Rafel Darijo Escamilla     | PSPV-PSOE      | 13/06/2015        | --           |
| 2019-2023                     | Rafel Darijo Escamilla     | PSPV-PSOE      | 15/06/2019        | --           |
| Des de 2023                   | n/d                        | n/d            | 17/06/2023        | --           |
| Fonts: Generalitat Valenciana |                            |                |                   |              |

## Monuments
Com que es tracta d'un poble de nova planta, construït al llarg del segle xx, els edificis destacats de Benaixeve són d'una arquitectura austera.
- Església de la Immaculada Concepció. Temple parroquial fet de rajola i ciment, va ser inaugurat en 1954 i presidix la plaça.
- Ermita de Sant Isidre. Construcció senzilla prop del nucli urbà, que mostra l'arquitectura del període.
- Església del Pilar. Temple de rajola i ciment, construït en 1950, es troba a tocar del pantà. S'hi pot veure una placa amb els noms dels vint-i-un obrers morts en la construcció de l'embassament. També hi ha l'escola, els edificis d'administració i les cases dels obrers.

## Llocs d'interés natural

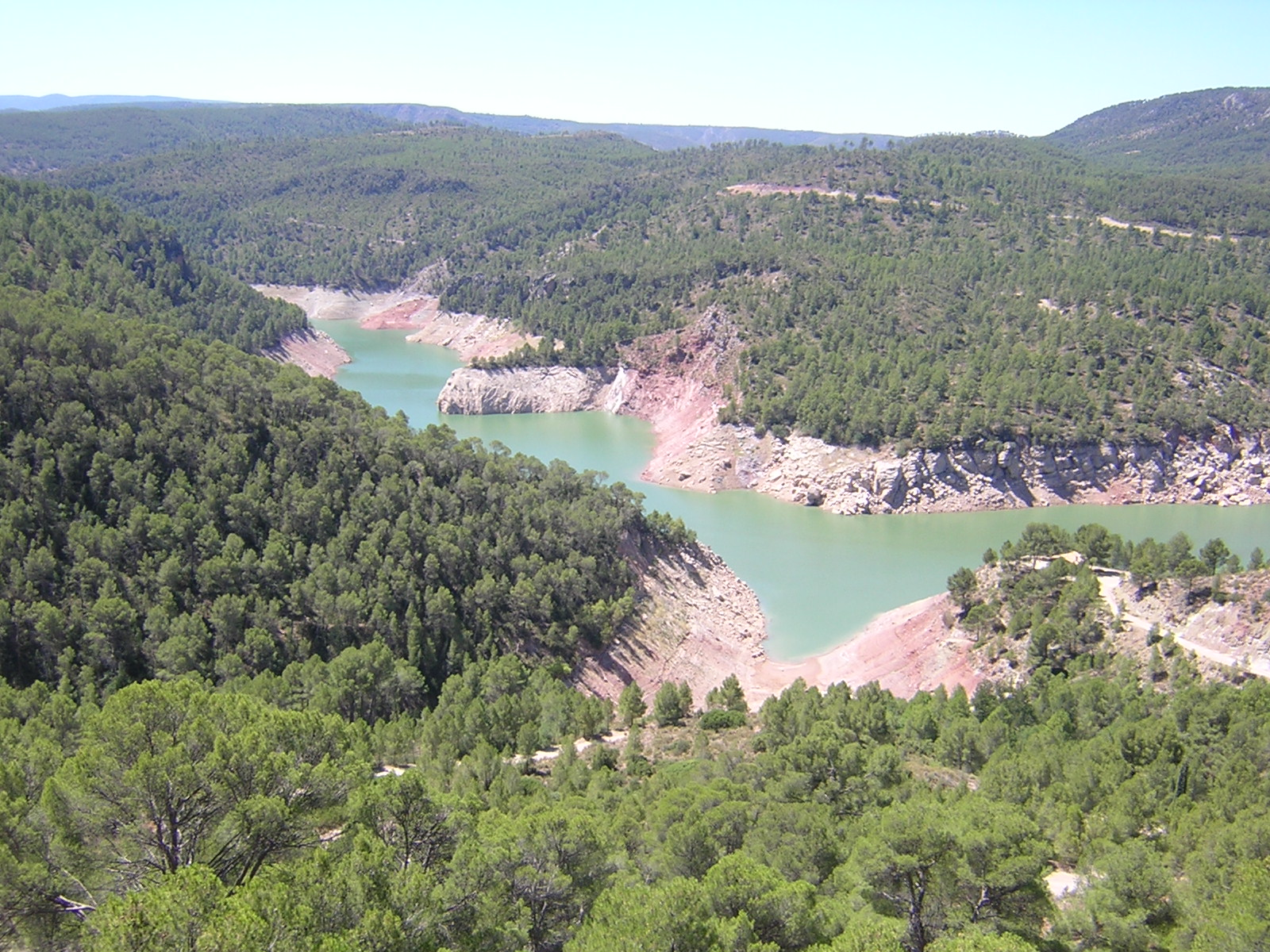
Embassament de Benaixeve.

- Pantà de Benaixeve. Paratge d'alt valor paisatgístic on es practiquen diferents esports nàutics i d'aventura. Al voltant s'han habilitat àrees d'acampada i un alberg.
- Rierol del Regajo. A prop de Benaixeve, incrementa el seu cabal al pas per la font d'aigües termals de Los Baños. També destaquen les fonts del Cuerno i de la Pardala.
- Paratge de la Pardala
- Reserva Natural de Flora i Fauna de Valdeserrillas
- Fuente Muñoz
- Charco Negro. Paratge amb pous naturals, fonts i àrea de picnic.

## Festes locals
- Sant Antoni. El 17 de gener, se celebra amb una foguera.
- Falles. El cap de setmana següent al dia de Sant Josep (el 19 de març), se celebra la festa, amb cercaviles, paelles i mascletà.
- Sant Isidre. El 15 de maig es fa la romeria des de l'ermita del sant fins a l'església parroquial. Després hi ha sopar popular i revetlla.
- Festa Major. Se celebra al voltant del 15 d'agost. Es veneren l'Assumpció de la Verge i els Sants de la Pedra i Sant Roc, amb cavalcades, mascletà, sopars i revetlles populars.
- Santa Anna al llogaret de Villanueva el 26 de juliol